# 威斯特法伦省

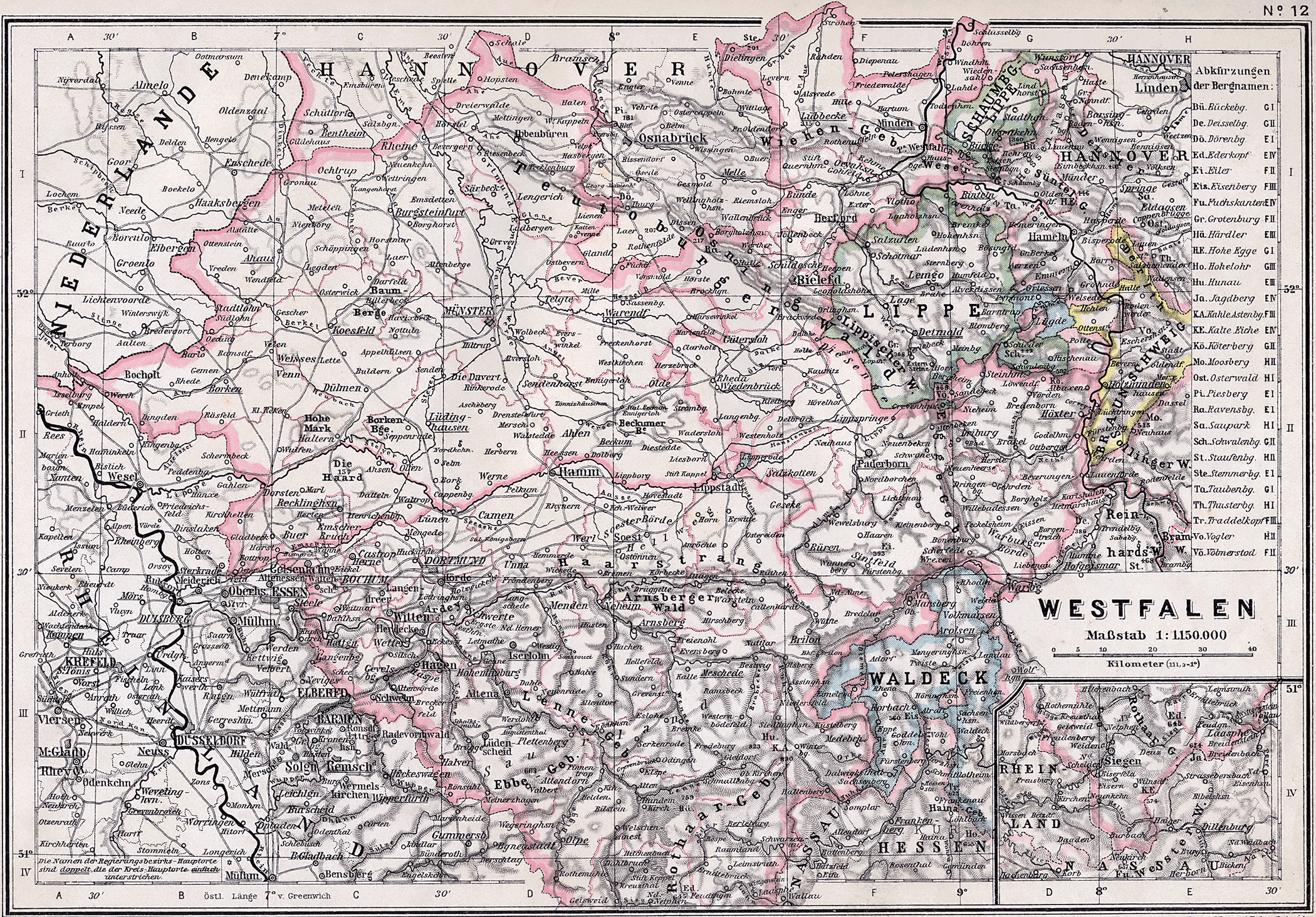
1905年的威斯特法伦省地图

威斯特法伦省（德語：Provinz Westfalen）是1815年至1946年普鲁士王国及其后的普鲁士自由邦的一个省。
拿破仑1807年至1813年建立了威斯特法伦王国，作为法兰西第一帝国的附庸国。这个王国使用了「威斯特法伦」的名字，但其主要领土位于黑森和东威斯特法伦地区，只有很少部分的地区属于威斯特法伦。
虽然普鲁士很早已经拥有威斯特法伦地区，但国王腓特烈·威廉三世却宁愿先合并萨克森王国。直至1815年维也纳会议后普鲁士才成立威斯特法伦省。省由几个不同的地区组成：
- 1800年前普鲁士已经统治的地区（明登、马克伯国、拉文斯貝格伯国和泰克伦堡伯国）
- 1802年-1803年普鲁士取得的明斯特采邑主教區和帕德伯恩采邑主教區
- 1808年取得的林堡伯国
- 维也纳会议后置于普鲁士统治的威斯特法伦公国
- 萨耶-维特根施泰因的两个侯国与拿骚-锡根侯国（1817年）

1816年，埃森地区被划入莱茵省。
第二次世界大战后，这个地区与莱茵省的北半部分合并，1946年组成联邦德国的北莱茵-威斯特法伦州，利珀自由邦于1947年加入该州。